# تمليط (علم الفلزات)
التمليط هي عملية من عمليات الترسيب تختزل فيها الأيونات إلى حالة التكافؤ الصفرية، بالتالي يستحصل على الفلزات في الحالة الحرة. تستخدم هذه العملية من أجل تنقية المحاليل المصوّلة.
تعد عمليات تمليط النحاس من الأمثلة الشائعة؛ إذ توجد عادة أيونات النحاس عادة في المحلول أثناء عمليات استخراج النحاس بالتصويل، وتترسب تلك الأيونات من المحلول بوجود الحديد الصلب. يتأكسد الحديد وفق تلك العمليات، في حين تختزل أيونات النحاس في تفاعل أكسدة واختزال:
{\displaystyle {\ce {Cu2+(aq) + Fe(s) -> Cu(s) + Fe2+(aq)}}}
يستخدم أسلوب التمليط في استخراج عدد من الفلزات الأخرى، مثل الكادميوم، وكذلك في استخلاص الذهب بالزنك وفق عملية ميريل-كراو Merrill-Crowe process.